# Camponotus trapezoideus
Camponotus trapezoideus är en myrart som beskrevs av Mayr 1870. Camponotus trapezoideus ingår i släktet hästmyror, och familjen myror. Inga underarter finns listade.